# Shawn Adewoye
Shawn Adewoye (Bree, 29 juni 2000) is een Belgische voetballer die bij voorkeur als centrale verdediger speelt. Hij verruilde RKC Waalwijk in de zomer van 2024 transfervrij voor Fortuna Sittard.

## Carrière

### KRC Genk
Adewoye begon zijn voetbalcarrière al op jonge leeftijd in 2005 bij de lokale voetbalclub ESK Leopoldsburg. Het duurde echter niet lang voor zijn talent werd opgemerkt, in 2008 werd Shawn namelijk al weggeplukt door de jeugdopleiding van KRC Genk. Bij KRC Genk maakte Adewoye deel uit van de jeugdploegen tussen 2008 en 2018. Uiteindelijk werd hij in 2018 gepromoveerd naar de A-kern van KRC Genk, maar maakte er nooit zijn debuut. 

### RKC Waalwijk
In januari 2021 maakte hij de overstap naar het Nederlandse RKC Waalwijk waar hij een contract tekende tot de zomer van 2023. Hij maakte op 13 maart als invaller zijn debuut voor de club tegen Sparta Rotterdam. Halverwege het seizoen 2021/22 werd hij basisspeler bij RKC, dat dat seizoen knap tiende eindigde. Op 4 september 2022 scoorde hij in een 5-2 overwinning op Excelsior zijn eerste doelpunt voor de club. Een maand later was hij tegen FC Groningen voor het eerst aanvoerder van RKC door afwezigheid van vaste captain Michiel Kramer. In totaal speelde Adewoye drieënhalf seizoen voor RKC, waarvoor hij tot negentig wedstrijden en twee goals kwam. In de zomer van 2024 verliet hij RKC transfervrij.

### Fortuna Sittard
In de zomer van 2024 tekende Adewoye voor twee seizoenen bij Fortuna Sittard, waar hij ging spelen met rugnummer 4. Op 11 augustus maakte hij in de seizoensopener tegen Go Ahead Eagles (0-2 winst) zijn debuut voor de club.

## Clubstatistieken
| Seizoen                         | Club            | Competitie      | Competitie | Competitie | Beker | Beker | Overig | Overig | Totaal | Totaal |
| Seizoen                         | Club            | Competitie      | Wed.       | Dlp.       | Wed.  | Dlp.  | Wed.   | Dlp.   | Wed.   | Dlp.   |
| ------------------------------- | --------------- | --------------- | ---------- | ---------- | ----- | ----- | ------ | ------ | ------ | ------ |
| 2019/20                         | KRC Genk        | Eerste klasse A | 0          | 0          | 0     | 0     | –      | –      | 0      | 0      |
| 2020/21                         | RKC Waalwijk    | Eredivisie      | 3          | 0          | 0     | 0     | –      | –      | 3      | 0      |
| 2021/22                         | RKC Waalwijk    | Eredivisie      | 22         | 0          | 3     | 0     | –      | –      | 25     | 0      |
| 2022/23                         | RKC Waalwijk    | Eredivisie      | 33         | 1          | 0     | 0     | –      | –      | 33     | 1      |
| 2023/24                         | RKC Waalwijk    | Eredivisie      | 29         | 1          | 1     | 0     | –      | –      | 30     | 1      |
| 2024/25                         | Fortuna Sittard | Eredivisie      | 2          | 0          | 0     | 0     | 0      | 0      | 2      | 0      |
| Carrière totaal                 | Carrière totaal | Carrière totaal | 88         | 2          | 4     | 0     | 0      | 0      | 92     | 2      |
| Bijgewerkt op 21 augustus 2024. |                 |                 |            |            |       |       |        |        |        |        |